# 蒙特羅斯足球會
蒙特羅斯足球會（Montrose F.C.）是一支位於蘇格蘭安格斯蒙特羅斯的職業足球會，目前於蘇格蘭足球甲組聯賽角逐。

## 榮譽
- 蘇格蘭足球乙級聯賽:
  - 冠軍: 1984–85
  - 亞軍: 1990–91

- 蘇格蘭足球丙級聯賽:
  - 亞軍: 1994–95

- 蘇格蘭杯預選賽:
  - 冠軍: 1921

- 蘇格蘭杯中部預選賽:
  - 冠軍: 1947

- 蘇格蘭杯南部預選賽:
  - 亞軍: 1948

- Forfarshire Cup:
  - 冠軍 (10): 1891–92, 1921–22, 1926–27, 1931–32, 1932–33, 1951–52, 1961–62, 1972–73, 1991–92, 2001–02, 2007–08
  - 亞軍 (9): 1902–03, 1903–04, 1907–08, 1912–13, 1929–30, 1935–36, 1954–55, 1986–87, 2002–03

- Forfarshire Charity Cup:
  - 冠軍: 1892–93
  - 亞軍: 1888–89

## 球會紀錄
最大勝利: 12–0 v Vale of Leithen 在1975年1月4日蘇格蘭杯。
最大敗陣: 0–13 v 鴨巴甸足球會 在1951年3月17日。
最高入座率: 8,983 v 登地足球會 在1973年3月17日蘇格蘭杯。

## 外部連結
官方網站
- 官方网站
- Gable Endies Supporter's Trust

新聞網站
- Montrose F.C. BBC webpage （页面存档备份，存于）
- Montrose F.C. news （页面存档备份，存于） from The Scotsman